# ロール＝オーギュスト・ド・フィツ＝ジャム

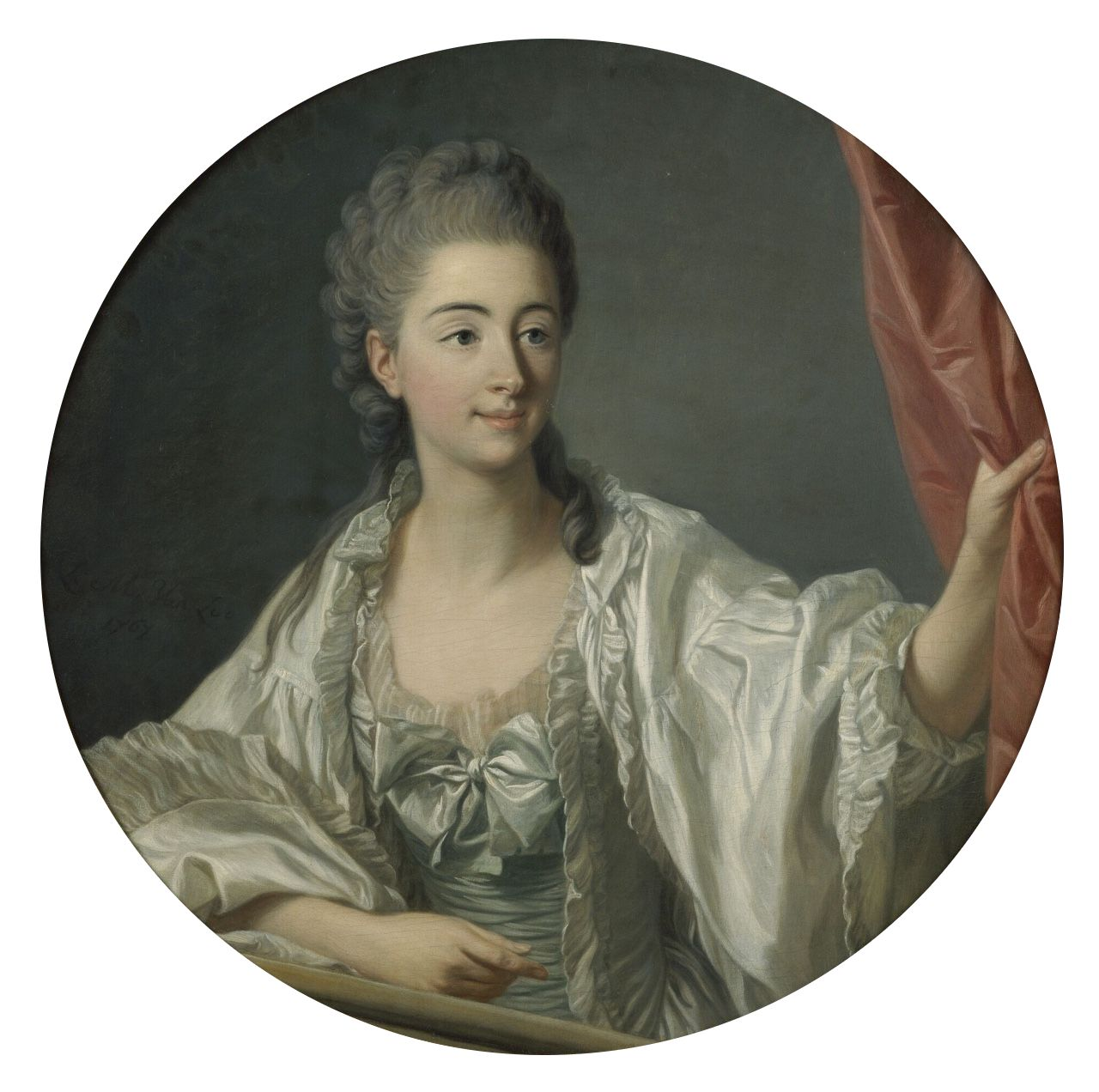
シメイ夫人、ルイ＝ミシェル・ヴァン・ロー画、1767年

ロール＝オーギュスト・ド・フィツ＝ジャム（Laure-Auguste de Fitz-James, princesse de Chimay, 1744年12月7日 パリ - 1814年9月26日 パリ）は、ブルボン朝末期フランスの貴族女性。シメイ公妃。1770年から1791年まで王妃マリー・アントワネットに女官として仕えた。

## 生涯
フィツ＝ジャム公爵シャルル・ド・フィツ＝ジャムと、陸軍元帥・ガセ伯爵シャルル・オーギュスト・ド・ゴヨン・ド・マティニョンの孫娘ヴィクトワール・ド・ゴヨン・ド・マティニョン（1722年 - 1777年）の間の第3子・次女。父方を通じイングランド王ジェームズ2世の庶流の曾孫にあたる他、母方を通じモナコ公オノレ3世の又従妹である。1762年9月28日、エノー地方の大貴族、第15代シメイ公フィリップ＝ガブリエル＝モーリス・ダルザス＝エナン＝リエタール（1736年 - 1804年）と結婚。
母がルイ15世の王妃マリー・レクザンスカの女官を務めており、自身も1762年王妃付き女官（dame du palais）に補任された。1768年の王妃の死後も官職を保持したままで、1770年1月より新王太子妃となったマリー・アントワネットに王太子妃付き同伴女官（dame pour accompagner la dauphine）の職名で仕えた。1774年にマリー・アントワネットが王妃となると王妃付き女官に復した。
1775年、ランバル公妃が王妃家政機関総監の特別職に補任される問題が起きると、同年6月これに抗議して辞任したコッセ＝ブリサック公爵夫人の後任として王妃衣装係主任女官となる。同年9月、辞職に追い込まれたノアイユ伯爵夫人の後任として女官長に就任するが、序列は総監ランバル夫人の下位に甘んじた。王妃はこの問題に関するシメイ夫人への補償的措置として、シメイ夫人の父フィツ＝ジャム公爵を陸軍元帥に昇進させるよう国王に働きかけた。
シメイ夫人は頼りになる人柄で王妃によく尽くし、オペラ観劇という共通の趣味もあって王妃と良好な友人関係を築いた。1782年、ゲメネ夫人が王家のガヴァネスを辞職した際、シメイ夫人はデュラ公爵夫人とともにその後任の最有力候補に挙がった。しかし王妃は、前者は信心深過ぎる、後者は知性が足りない面があるとして両者を退け、王妃の友情が深い以外に取り柄のないポリニャック夫人を選任している。
フランス革命発生後も国王一家の許に留まった家臣の一人であり、ヴェルサイユ行進の後は国王一家と共にヴェルサイユ宮殿からテュイルリー宮殿に移った。やがてパリ民衆から憎悪の目を向けられたため、多くの貴族亡命者に紛れて1791年初めに出国、女官長の地位はオサン伯爵夫人に譲られた。ドイツや低地地方を転々としながら余生を送り、最後は王政復古後のパリで死んだ。
夫との間に子が無く、義弟のエナン公にも子が無かったため、1804年に夫が死ぬとシメイ公位は夫の姉の子フランソワ・ジョゼフ・ド・リケ・ド・カラマン伯爵に引き継がれた。

## 引用・脚注
1. ↑  Madame Campan, Memoirs of the Court of Marie Antoinette, Queen of France
2. ↑  Hardy, B. C. (Blanche Christabel), The Princesse de Lamballe; a biography, 1908, Project Gutenberg